# Tiburtiusdagen
Tiburtiusdagen firades den 14 april. Den kallades förr, främst i Sydsverige, första sommardagen beroende på en gammal indelning av året i sommar- och vinterhalvår. På runstavar märktes den ut med ett lövat träd. Det är också första nedanet efter denna dag som ibland anses utgöra kråknedan.
Enligt gammal folktro vaknade björnen och gick ut just på Tiburtiusdagen. I den svenska almanackan har dagen varit en märkesdag för årstidernas växlingar och det sades förr att om Tiburtiusdagen var varm och vacker skulle sommaren bli kall och regnig. Enligt traditionen uppvisas de nyfödda björnungarna på Skansen i Stockholm denna dag, samt också på Lycksele djurpark. I Hälsingland fanns talesättet "På Tiburtius går lillsommaren in" och i Värmland "Hur än vädret är på Tiburtius, så skall björnen gå ur idet, tjädern spela i talltoppen och gäddan gå på nätet". I Norge kallades dagen sommermål. På grund av dagens gamla betydelse som märkesdag står namnet Tiburtius fortfarande (2025) som namnsdag i den svenska almanackan på den 14 april.